# Estilo Francisco I

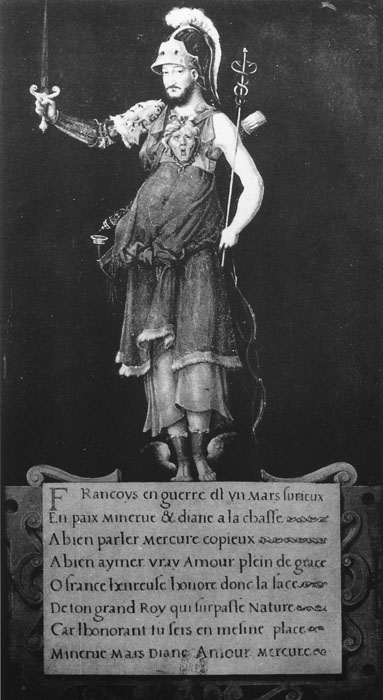
Retrato mitologizado de Francisco I de Francia, de Nicoletto da Modena.

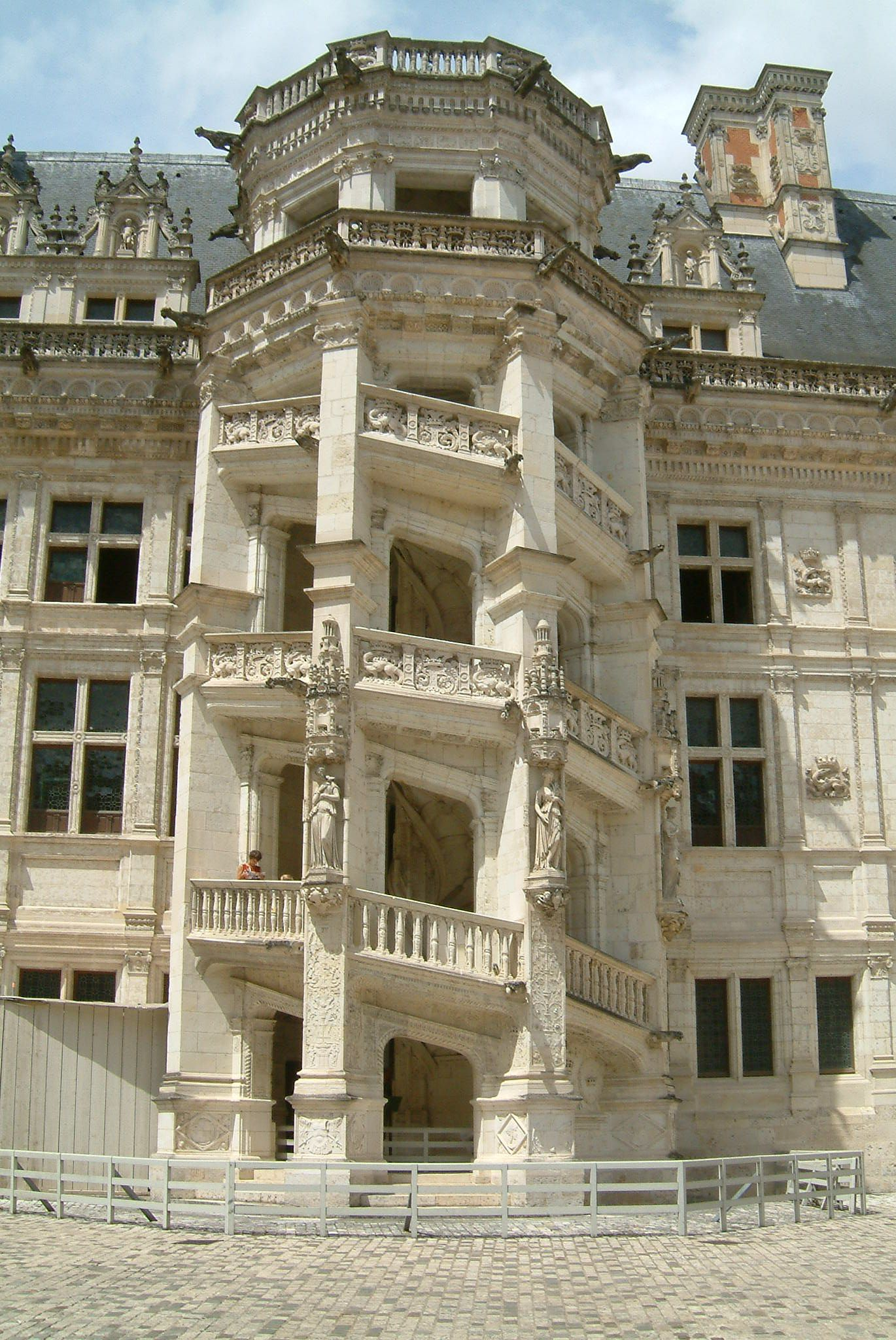
Escalera del "Ala Francisco I" del chateau de Blois.

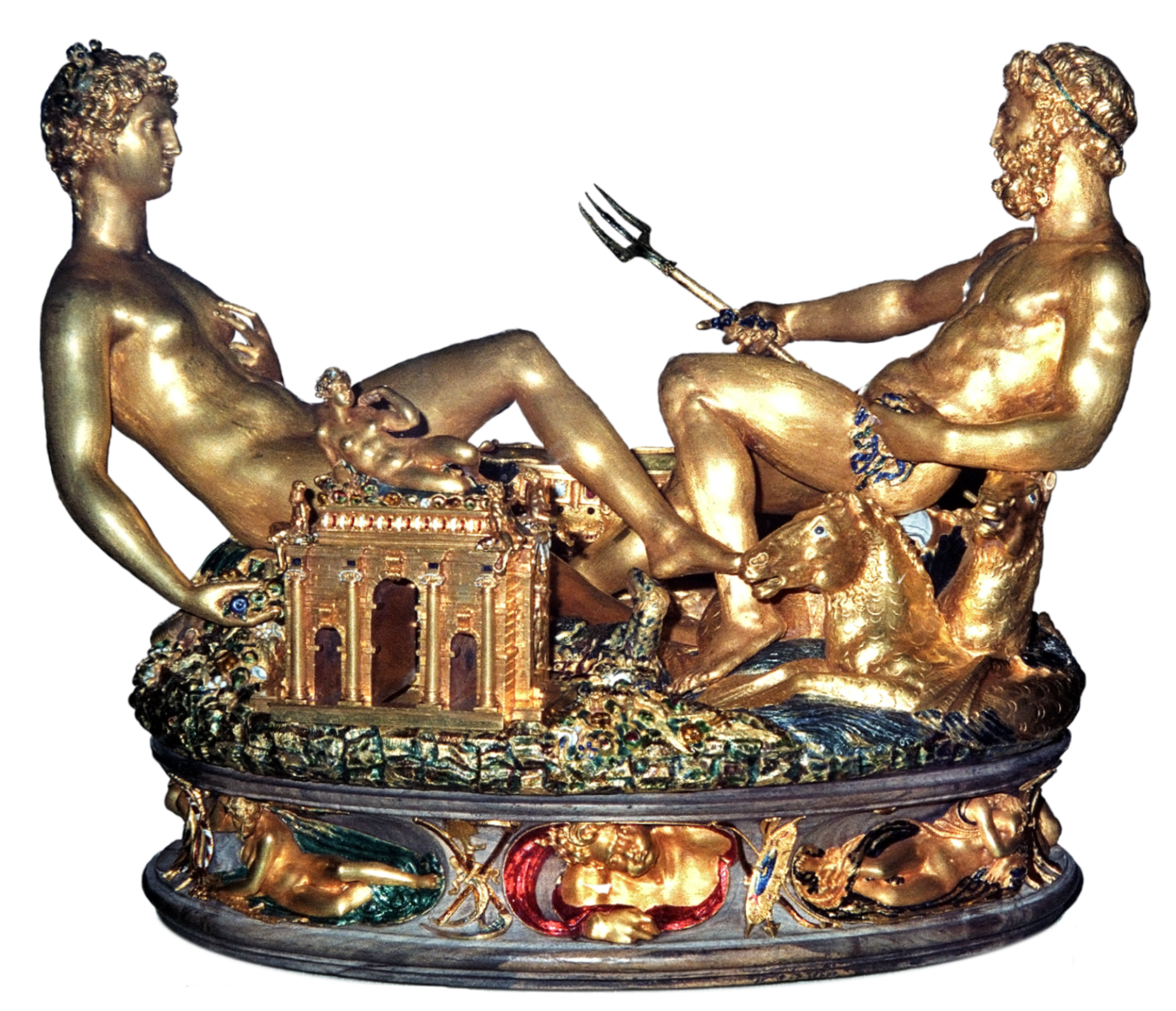
Salero de Francisco I, de Benvenuto Cellini.

Estilo Francisco I o primer Renacimiento francés es un estilo artístico, particularmente en artes decorativas, que corresponde al reinado de Francisco I de Francia (1515-1547). Es el periodo intermedio entre el estilo Luis XII y el estilo Enrique II.
Se caracteriza por la influencia del Renacimiento italiano, muy fuerte a partir de las guerras de Italia, que incluyó la presencia en Francia de artistas italianos de la talla de Leonardo da Vinci (muy vinculado al propio rey, alojado en Amboise hasta su muerte en 1519) y Benvenuto Cellini (desde 1540, alojado en el Petit-Nestle de París -periodo en el que realizó el excepcional Salero de Francisco I-). Otros formaron parte de la llamada Escuela de Fontainebleau (Rosso Fiorentino, Le Primatice).
El estilo se fue desarrollando por los numerosos châteaux de Francisco I, particularmente los del Loira (el de Blois, el de Amboise, el de Clos-Lucé...) y los del entorno de París, como el chateau de Madrid (el nombre recuerda su cautiverio en esa ciudad española, tras la batalla de Pavía) y el propio chateau de Fontainebleau. El Louvre, en París (la principal residencia regia desde la Edad Media), no era un chateau rural sino un palais urbano.
Galería Francisco I en el chateau de Fontainebleau

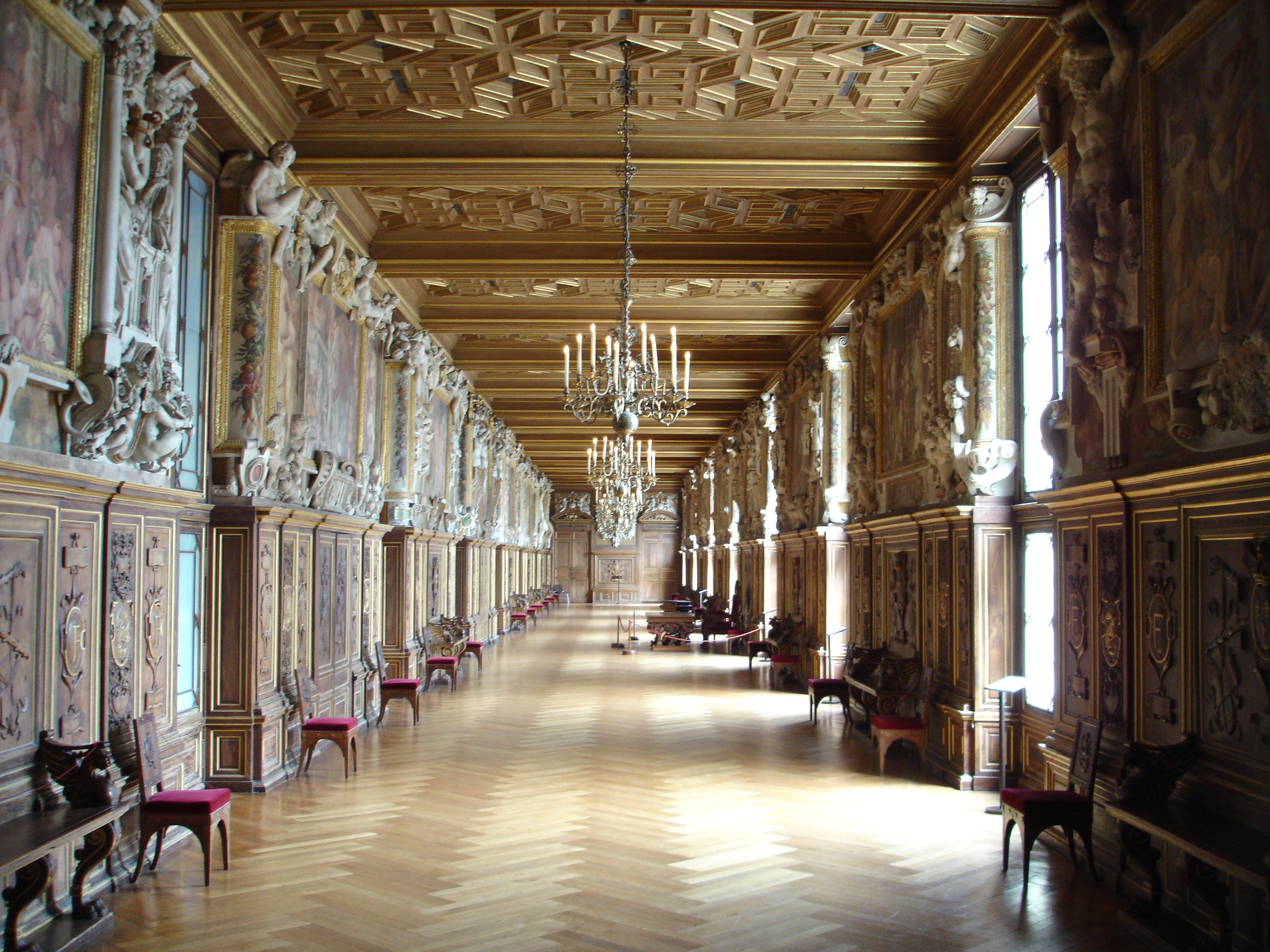
Vista general.
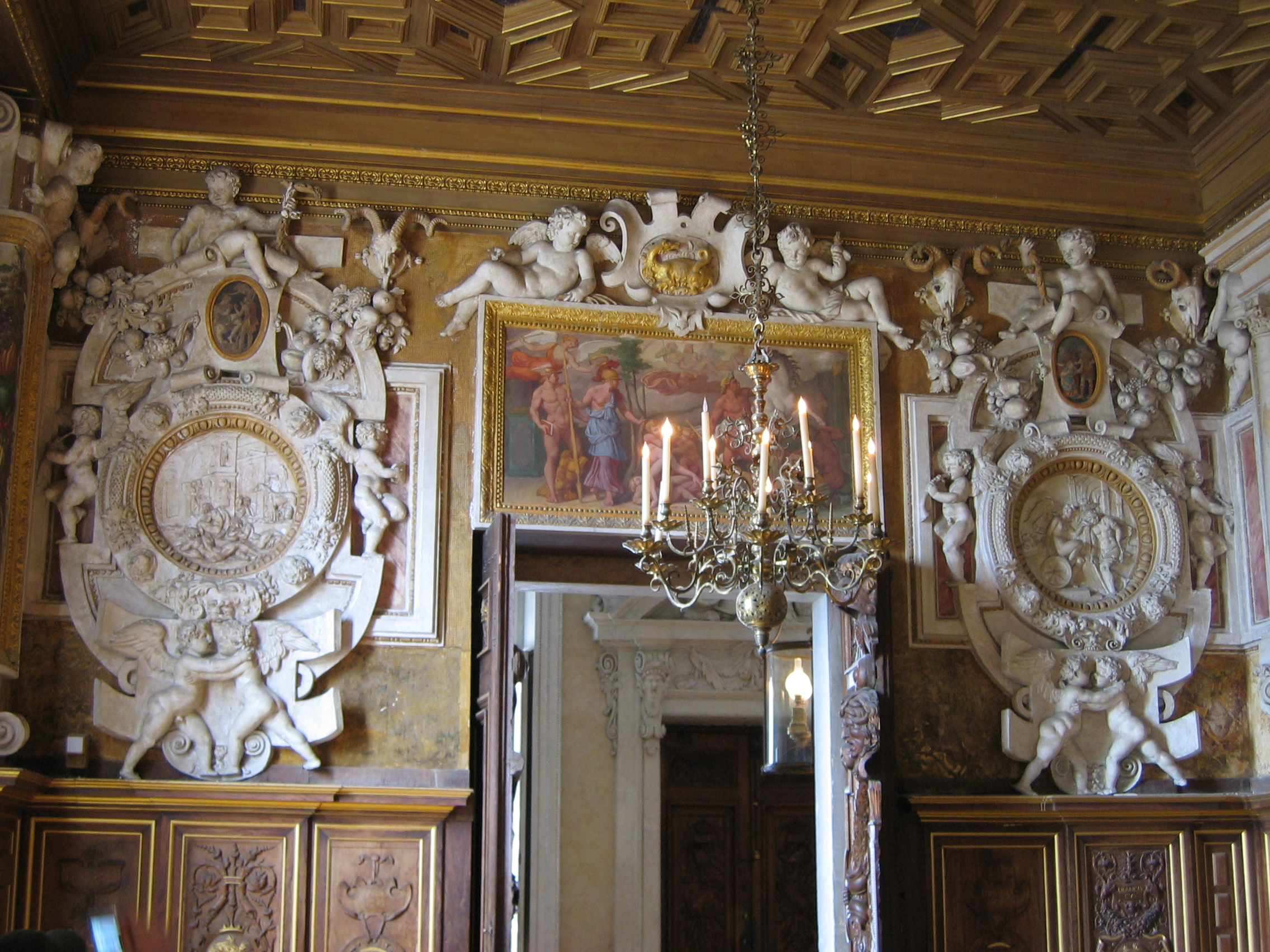
Decoración de la puerta que conduce al vestibule du fer à cheval.
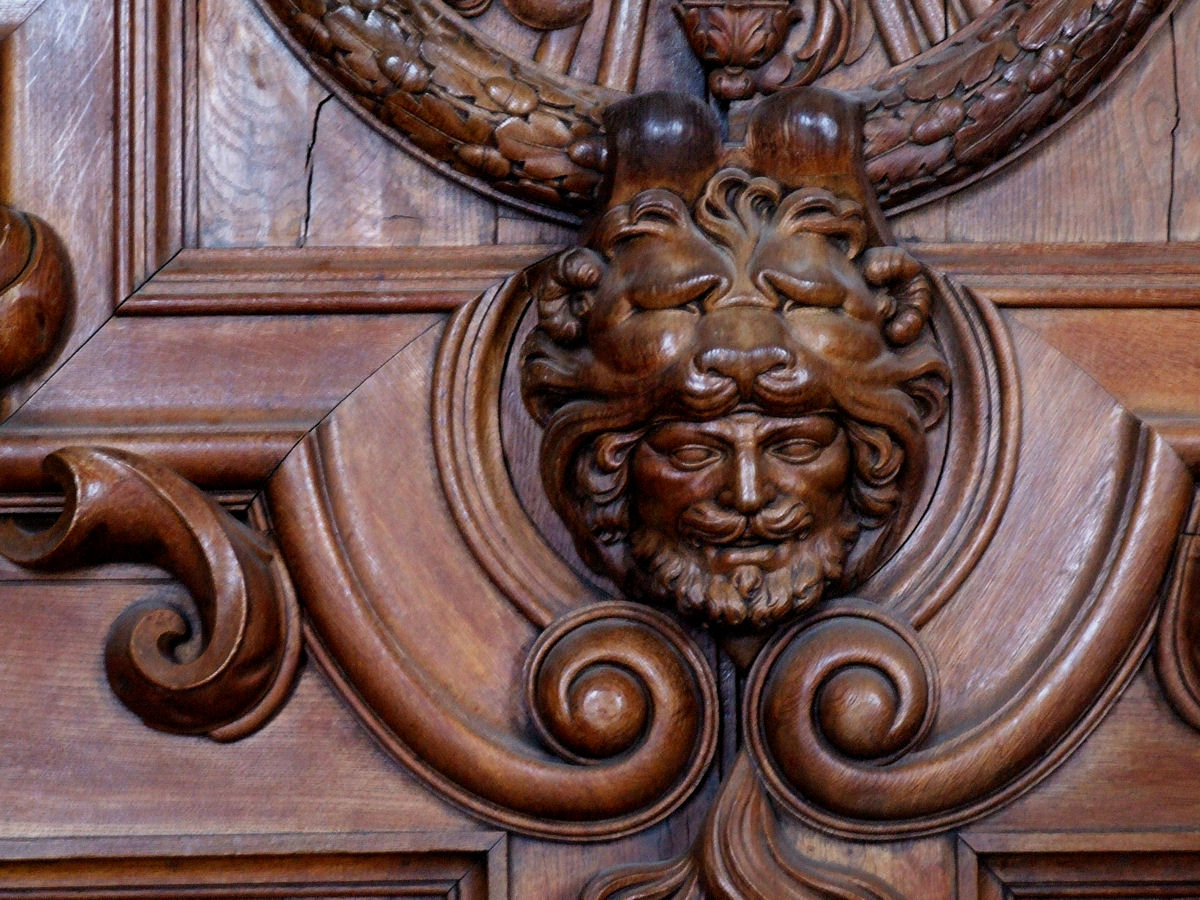
Detalle de las boiseries.
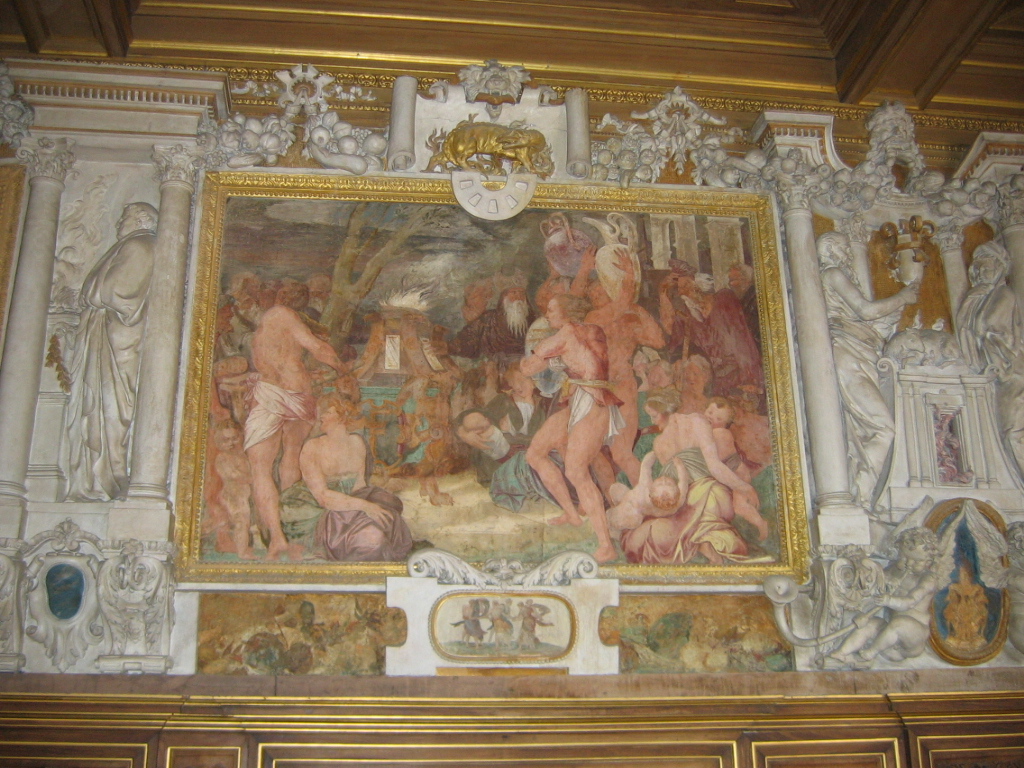
Le Sacrifice, fresco de Rosso Fiorentino, años 1530.
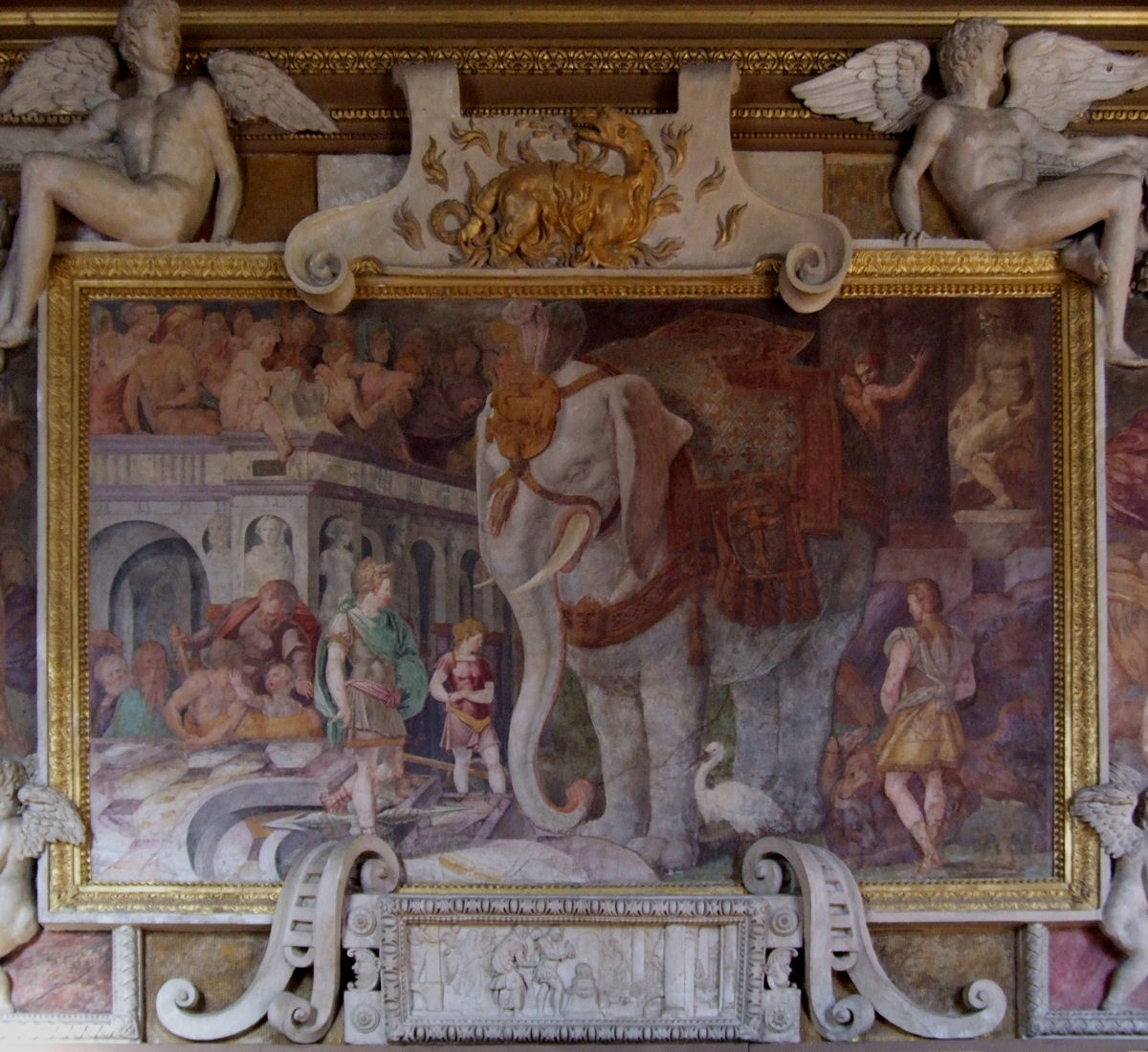
L'Élephant au caparaçon, fresco de Rosso Fiorentino, ca. 1536.
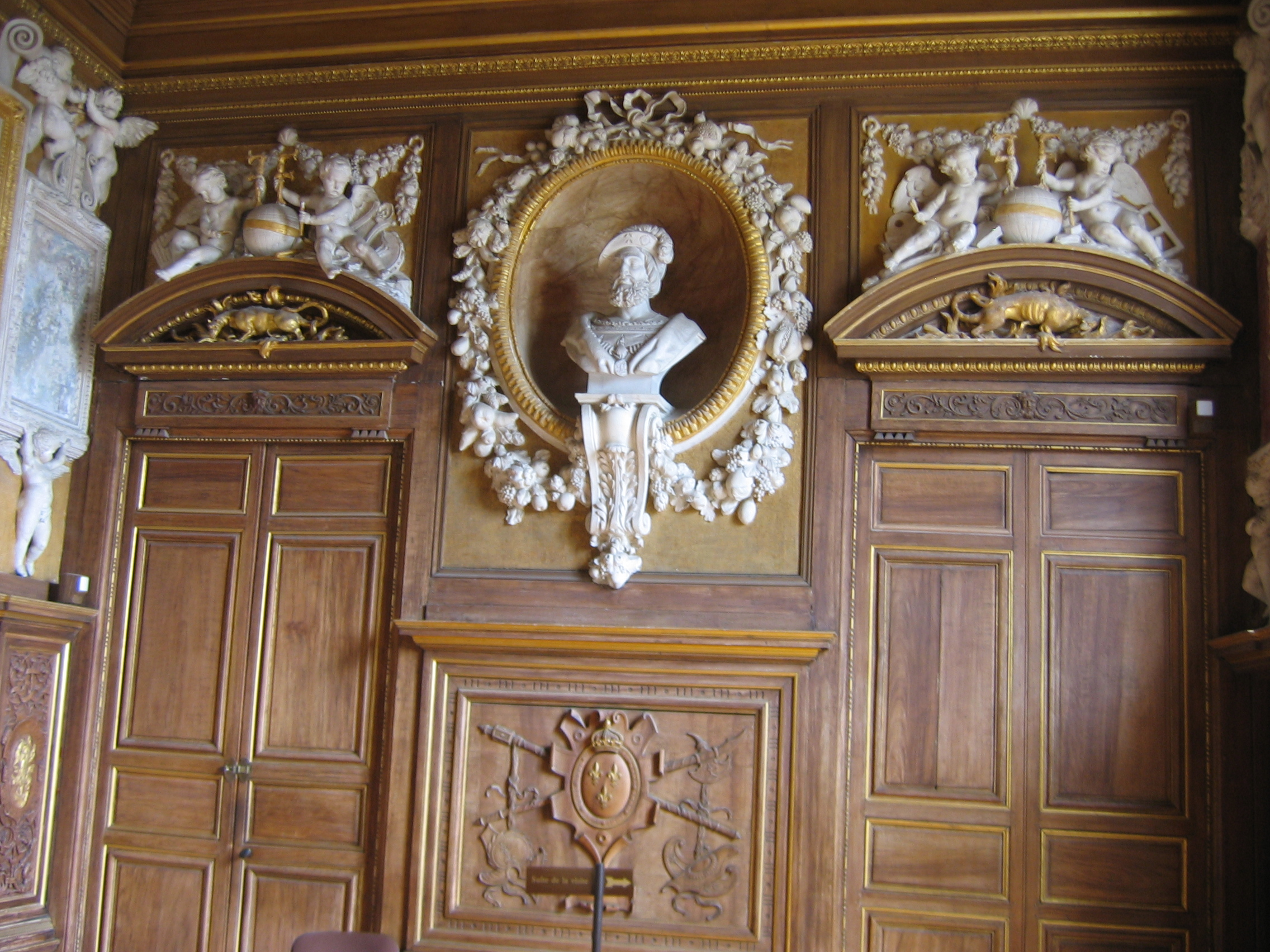
Extremo oriental de la galería, con las dos puertas que conducen a los apartamentos reales, y en el centro el busto de Francisco I.

## Mobiliario
El estilo de mobiliario francés conocido con el nombre de Francisco I continúa la tradición del mobiliario gótico, pero difiere esencialmente por la influencia italiana, enfatizando los elementos arquitectónicos (columnas, pilastras, entablamientos) que se utilizan siguiendo los órdenes clásicos. A ellos se suman los motivos ornamentales complejos, también de origen italiano, y que pueden denominarse "manieristas" (arabescos, cuir découpé -inventado por Rosso Fiorentino-, máscaras, grutescos). El arcón (coffre) seguía siendo la principal pieza de mobiliario, así como la cama con baldaquino. Los muebles se hicieron más coloristas, utilizando libremente los dorados y la marquetería (en su vertiente italiana: intarsia). La talla se hace cada vez más intrincada, especialmente en las mesas.

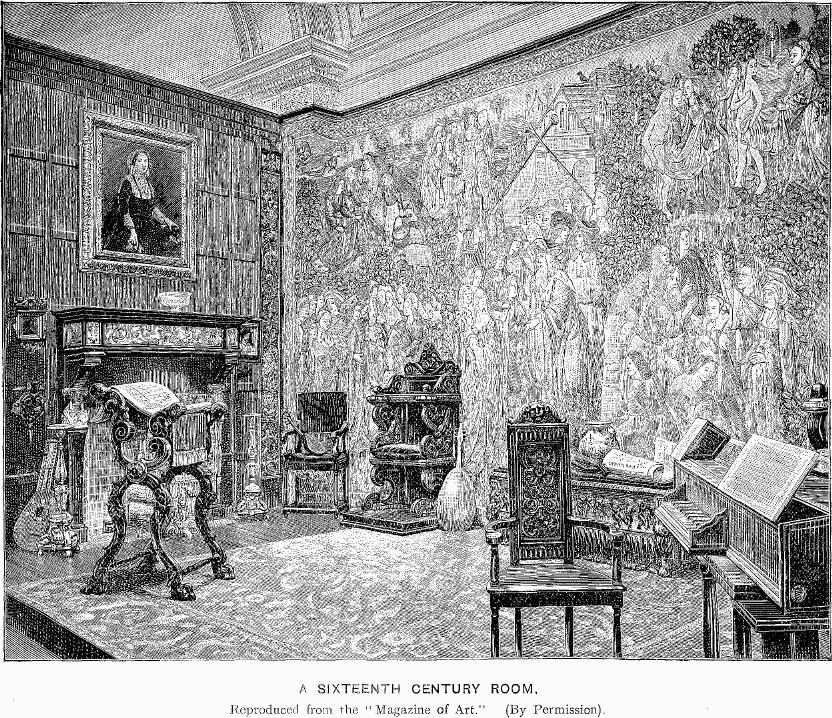
Reconstrucción del ambiente de una habitación palaciega del siglo XVI
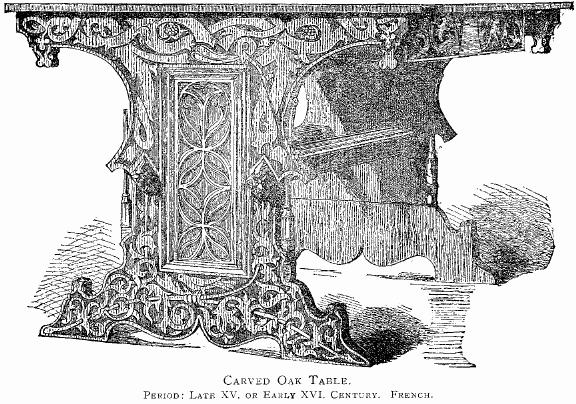
Mesa tallada francesa de finales del XV o comienzos del XVI.
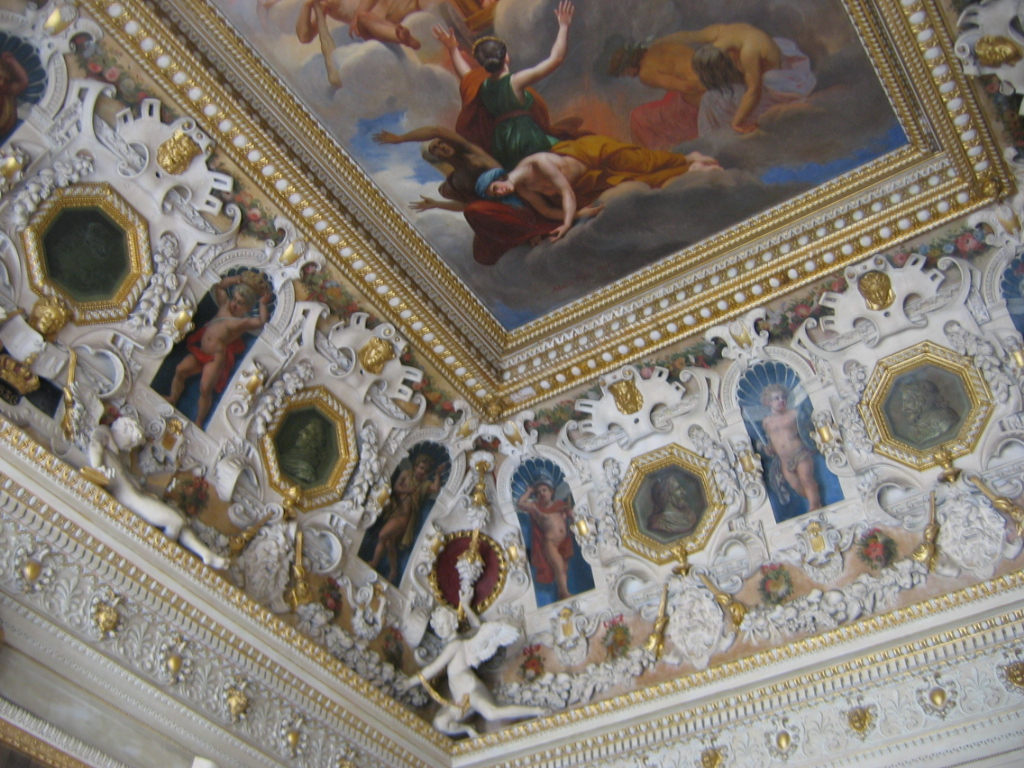
Decoración cuir découpé en Fontainebleau.
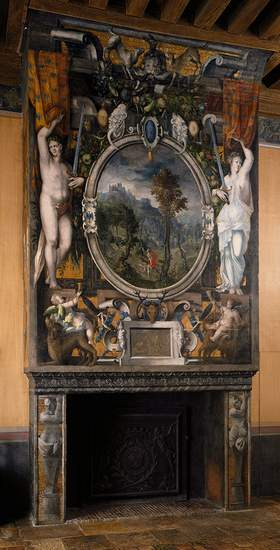
Cheminee[8] peinte de la cámara de Anne de Montmorency en el Château d'Écouen (desde 1538). En total había doce "chimeneas pintadas" en el château.